# Сейлор Мун (персонаж)
Сейлор Мун (яп. セーラームーン Сэ:ра: Му:н) — персонаж в метасерии «Сейлор Мун» и главная героиня франчайза. Её настоящее имя — Усаги Цукино (яп. 月野 うさぎ Цукино Усаги,   — или Банни Цукино в переводе 2х2 Телемаркет). Беззаботная школьница, которая может превращаться в фактически лидера основных героинь сериала, воинов в матросках.
Из-за популярности произведений во многих странах и её необычной и многократно копированной причёски оданго, она стала одной из самых узнаваемых и канонических аниме-персонажей во всём мире.
Её парень на протяжении большей части серии, Мамору Тиба, зовёт её нежным прозвищем «Усако» (что является уменьшительной формой, суффикс -ко значит «ребёнок»).

## Профиль
Метасерия представляет Усаги Цукино как школьницу, живущую в XX веке в Токио. Она изначально изображена как добросердечная девушка, но ленивая и плакса, предпочитающая жить жизнью обычной земной девочки-подростка. Но при этом она продолжает сражаться со злом из её прошлой жизни и защищать Землю с помощью Серебряного кристалла, как воин любви и справедливости, Сейлор Мун, что и составляет основной конфликт во всех произведениях серии.
Её приключения начинаются, когда по пути в школу она спасает кошку, над которой издеваются соседские дети (в манге она наступает на эту кошку). Позже кошка заявляется в её комнату и представляется Луной. С этого момента она становится наставником для Сейлор Мун. Луна даёт Усаги магическую брошь, которая помогает ей трансформироваться в Сейлор Мун — прекрасную воительницу любви и справедливости. Луна также рассказывает, что существуют другие воины, которых надо найти, также как и их принцессу. Несмотря на то, что в начале Усаги изображена как «вынужденный герой» (в аниме её часто приходится спасать Такседо Маску), с ходом времени она становится уверенней в себе и опытней, хотя всё равно временами опять становится плаксой.
Усаги живёт в Адзабу Дзюбан (реальный район в Токио) вместе со своей матерью Икуко Цукино, отцом Кэндзи Цукино и братом Синго Цукино. Члены семьи Усаги названы в честь членов семьи создателя произведения, Наоко Такэути. Среди сейлор воинов только Усаги и Минако Аино живут в традиционной полной семье. Усаги также единственная, о ком известно, что она не единственный ребёнок в семье.
Усаги не очень хорошо учится в школе, хотя скорее всего, что это из-за боязни получить плохую оценку и лени, а не настоящей нелюбви к школе. Например, занимаясь, она легко сдаёт школьные экзамены. Она часто изображается персонажем, которые лучше знаком с гуманитарными науками, а не точными, так например, вопрос о том, по какой причине падали яблоки с деревьев у Ньютона ставит её в тупик.
Усаги встречается с парнем по имени Мамору Тиба. Отношения между ними являются важной частью жизни Усаги, так же как и сюжета сериала. Любовь помогает Усаги пройти через многие испытания. После многих испытаний Мамору становится парнем Усаги, и они встречаются довольно долгое время в течение сериала.
В конце первой сюжетной арки произведений раскрывается самый главный секрет Сейлор Мун: она осознаёт, что является переродившейся принцессой Серенити, наследной принцессой Серебряного Тысячелетия. Во второй арке также становится известно, что в будущем у неё и Мамору будет дочь — Малышка. Усаги также станет правительницей Земли, известной как нео-королева Серенити в XXX веке.
Усаги любит всё сладкое, она обожает пирожки настолько, что Такэути перечисляет их среди её хобби, а её любимый предмет в школе — домохозяйство. Также известно, что она не любит морковь, хотя в аниме она ест её, и имеет ужасные оценки по английскому языку и математике. Кроме того, что она настоящий друг, Усаги просто великолепно умеет соглашаться с людьми или устраивать истерики, чтобы получить то, что она хочет. Она боится стоматологов и призраков, а её мечта — стать невестой. Усаги любит кроликов и кошек, а её любимые цвета — розовый и белый. Также видимо она является членом клуба манга-художников в школе, хотя уровень её навыков варьируется сильно, если смотреть аниме. Её рост 150 сантиметров.
В манге и аниме Мамору даёт Усаги прозвище «Оданго» (в разных вариантах перевода — «голова с шишками», «голова-данго»), в связи с её причёской. В начале это всегда сопровождается суффиксом «-атама», значащим «голова», но со временем он пропадает. Сначала Усаги ненавидит это имя, но по мере сближения с Мамору оно становится знаком симпатии. Другие важные в жизни Усаги «мужчины»: Харука и Сэйя, — также переняли привычку использовать это имя. При демонстрации аниме на русском Мамору вместо этого использует эпитет «круглолицая», а Сэйя — «куколка».

### Различия между версиями
Усаги часто кажется нелогичной из версии в версию. В манге она изначально была плаксой, но быстро набралась опыта и начала сама принимать решения. В аниме же Усаги никогда не принимает важных решений.
Аниме обычно изображает её более неуравновешенной. Она часто пререкается с Малышкой, прося Мамору купить ей что-либо, или совершенно по-детски ссорится с Рэй и с Минако. С ходом сериала Усаги взрослеет и меняется, но намного слабее, чем в манге, исключая события последних серий каждой сюжетной арки.
Усаги в игровом сериале мало отличается от себя же в аниме и манге. Она выглядит более открытой и легко заводит друзей, что сразу же противопоставляет её остальным воинам, так как все они в разной степени являются одиночками. Она редко использует официальные обращения, и обращается ко всем «[имя]-тян», что является очень неформальным обращением, допустимым лишь между близкими людьми. Она даже дразнит Ами за то, что та продолжает называть её «Цукино-сан», то есть довольно формально, дескать, они будто не друзья. Каждый раз, когда появляется новый воин, Усаги старается подружиться с ним несмотря на то, что все они сопротивляются. Под влиянием Усаги другие воины начинают осознавать, что вместе они сильнее, чем поодиночке. Также Усаги обычно пытается увлечь своими интересами тех, с кем она подружилась.

## Формы
| Первое появление      |        |           |        |
| Форма                 | Манга  | Аниме     | Дорама |
| Усаги Цукино          | Акт 1  | Серия 1   | Акт 1  |
| Сейлор Мун            | Акт 1  | Серия 1   | Акт 1  |
| Принцесса Серенити    | Акт 9  | Серия 34  | Акт 25 |
| Принцесса Сейлор Мун  | --     | --        | Акт 36 |
| Нео-королева Серенити | Акт 16 | Серия 68  | --     |
| Супер Сейлор Мун      | Акт 30 | Серия 111 | --     |
| Вечная Сейлор Мун     | Акт 42 | Серия 168 | --     |

Как персонаж с несколькими реинкарнациями, особыми силами, трансформациями и долгим временем жизни, растянутым между эрой Серебряного Тысячелетия и 30-м веком, по ходу серии Усаги получает разные формы и псевдонимы.
Иногда случалось, что встречались разные инкарнации и формы Сейлор Мун.
| Встреча форм и инкарнаций | Названия                            | Произведения о Сейлор Мун          |
| ------------------------- | ----------------------------------- | ---------------------------------- |
| Врата времени и 30 век    | Нео-королева Серенити и Сейлор Мун  | манга Акт 23, аниме арка «Будущее» |
| Гибель Земли              | Принцесса Сейлор Мун и Усаги Цукино | финал телевизионного фильма        |
| Галактический котёл       | Сейлор Космос и Вечная Сейлор Мун   |                                    |

### Сейлор Мун
В метасерии личность Усаги как воина, Сейлор Мун, называют «прекрасной воительницей любви и справедливости в сейлор фуку» и однажды «воином тайны». Её форма, в которой изначально преобладали синий и красный или тёмно-розовый с мотивом полумесяца, постепенно меняется и в ней появляется больше розового и жёлтого, а также начинает преобладать мотив из сердечек.

Символ Лунного королевства

Названия атак Сейлор Мун основаны на Луне, любви, танце и свете. Вначале она не уверена в своих силах и другим приходится вытаскивать её из неприятностей, особенно Такседо Маску, но позже она полностью принимает свои способности.
Становясь сильнее, Сейлор Мун получает новые силы, а в ключевые моменты меняется её внешний вид и титул, чтобы отразить это. Первый раз она меняется в третьей сюжетной арке — 30 акт манги и 111 серия аниме — когда получает Святой Грааль и становится Супер Сейлор Мун. Её униформа становится более украшенной и её силы возрастают; сначала она не может принять эту форму без Грааля и слабеет, когда её эффект проходит. Ближе к концу третьей арки она принимает эту форму, используя кристал самого чистого сердца и силы других воинов после уничтожения Грааля. Позже в 34 акте манги (128 серия аниме) сила Пегаса даёт ей возможность трансформироваться самостоятельно, без влияния чужих душ и предметов.
Сейлор Мун получает третью форму в конце четвёртой сюжетной арки (в 41 акте манги Мечта и 168 серии аниме). Сила других воинов превращает её в Вечную Сейлор Мун, о ком Диана говорит, что она ближе всего по силе к нео-королеве Серенити. Её униформа ещё более радикально меняется — у неё появляются две пары ангельских крыльев за спиной. Они заменяют её обычный бант сзади. Также она получает трёхслойную юбку и более длинные перчатки, а диадему на лбу заменяет полумесяц. В манге Вечная Сейлор Мун использует Серебряный Лунный кристалл (эволюционировавшую форму Серебряного кристалла) для атак. В аниме же название у кристалла не меняется. Также имеет истинное Звёздное семя и кристалл Святого Грааля.

### Принцесса Серенити
Принцесса Серенити (яп. プリンセス・セレニティ Пуринсэссу Сэрэнити) жила в Лунном королевстве во времена Серебряного Тысячелетия, она дочь королевы Серенити, правившей Серебряным Тысячелетием. Телохранителями и лучшими друзьями принцессы Серенити были Сейлор Меркурий, Сейлор Марс, Сейлор Юпитер и Сейлор Венера, которые являлись принцессами своих планет, но жили на Луне.
Принцесса Серенити часто посещала Землю, чтобы увидеть настоящую зелень, несмотря на то, что это было запрещено. Во время одного из своих визитов, она встретила наследного принца Земли Эндимиона, и они влюбились друг в друга.
Во время атаки на Лунное королевство принц Эндимион погиб, защищая Серенити. В манге она с горя совершила самоубийство, тогда как в аниме королева Металия убила их обоих. Мать Серенити, королева, смогла запечатать зло, вызвавшее атаку, но почти все погибли. Перед своей собственной смертью королева воспользовалась силой Серебряного кристалла, чтобы дать своей дочери и другим ещё один шанс в жизни, надеясь, что в этот раз Серенити и Эндимион смогут жить счастливо вместе. В игровом сериале принцесса Серенити сама уничтожила Лунное королевство после смерти Эндимиона.
В любом случае Серенити переродилась как Усаги Цукино в XX веке. Усаги иногда во время событий серии становится принцессой Серенити, часто в важные моменты, когда требуется больше силы, чем есть у Сейлор Мун. Усаги узнаёт о том, что она принцесса в 9 акте манги, 34 серии аниме или 25 акте телесериала.
В манге пока Такэути рисовала саму Усаги с белыми, жёлтыми или даже розовыми волосами, Серенити же всегда была среброволосой. В аниме оба персонажа всегда блондинки. Причёска обычно и выдаёт, что принцессой является Усаги, ещё до того, как сюжет раскрывает этот факт.
В критические моменты у Усаги в форме Серенити появляются ангельские крылья. Это происходит в финальных битвах четвёртого и пятого сезонов аниме.
Имя Серенити основано на имени богини из древнегреческая мифологии Селены, которая была влюблена в юношу Эндимиона. На японском имя звучит как "Сэрэ: нэ: " («セレーネー»).

#### Принцесса Сейлор Мун
В таком виде персонаж появляется только в игровом телесериале. Она является комбинацией принцессы Серенити и Сейлор Мун, появляющейся перед зрителями, когда Усаги оказывается «захвачена» духом себя прошлой. Первый раз она появляется после того, как королева Погибель уводит Мамору, беря в заложники ситэнно. В молчаливом бешенстве Сейлор Мун становится Принцессой Сейлор Мун и останавливает Погибель своим мечом.
Принцесса Сейлор Мун — не то же самое что Усаги, потому что она не проявляет интереса к судьбе ситэнно (как минимум Нефрита) и к Мамору она обращается только как «Эндимион» вместо того, чтобы использовать его имя. Она также постоянно сердита, и стремится сжечь всё на своём пути.
Принцесса Сейлор Мун сообщает Усаги во время их внутреннего диалога, что она может даже разрушить Землю, если Эндимион когда-либо покинет её, а позже она даже вызывает своих собственных слуг, чтобы сражаться с друзьями. Усаги пытается подавить её силу из страха, что она уничтожит мир, что и случается в конце дорамы. Её внутренний конфликт играет важную роль во второй части сериала.
У принцессы Сейлор Мун также есть меч, который также превращается в арфу с невидимыми струнами. Она играет на ней в печали, думая о своём потерянном принце, и может использовать её, чтобы лечить людей и Землю. Используя меч непосредственно как оружие, принцесса Сейлор Мун может отражать вражеские атаки и высвободить силы разрушительных атак. Она также обладает способностями к левитации и может телепортироваться.
Как и для всех уникальных персонажей телесериала, дизайн её костюма был разработан лично Наоко Такэути. В её сейлор-костюме детали более проработаны, чем в матроске Сейлор Мун, и включает жемчуг на перчатках и кружево на юбке.

### Нео-королева Серенити
Во второй сюжетной арке становится известно, что Усаги, как Серенити, станет царствующей королевой нового Серебряного Тысячелетия, называемого Хрустальным Токио, которое существует в XXX веке. Впервые она показана в этой форме в 16 акте манги и 68 серии аниме. Усаги узнаёт, что ей будет дан титул «Властительницы Земли», а Мамору станет королём Эндимионом вместе с ней. В аниме упоминается, что она станет нео-королевой после второго ледникового периода, но подробности этого неизвестны. Эта её инкарнация намного взрослее, чем настоящая Усаги, хотя временами её прежний характер даёт о себе знать: в 104 серии она пишет письмо в настоящее, где она почти не использует кандзи, в 146 серии Диана упоминает, что король и королева иногда притворяются заболевшими, чтобы не выполнять свои обязанности, также письма от неё Малышке подписаны рисунками её или иногда Эндимиона, а не именем.
По словам Дианы, нео-королева Серенити — самая могущественная форма Усаги. В манге нео-королева говорит внутренним воинам из настоящего, что, став королевой, она потеряла свои силы как воин. Несмотря на то, что теперь она не превращается в Сейлор Мун, её силы очень велики. Сейлор Уран и Нептун называют её «Мессией мира» или «Истинным Мессией», противостоящей Мессии Безмолвия, Мистресс Найн.
Она носит новую версию платья, которое носила как принцесса, с наплечниками и бо́льшим бантом сзади, чем у принцессы. В манге платье нео-королевы Серенити такое же, как у её прошлой формы. Она также носит корону и новые серёжки. Полумесяц всегда виден на её лбу, как и в форме принцессы.

## Способности
Чтобы превратиться, ей надо воспользоваться специальным предметом (обычно брошью) и прокричать ключевую фразу, активирующую устройство. Для её первого превращения команда: «Лунная призма, дай мне силу!» (англ. Moon Prism Power, Make-up!). У неё появляется новая последовательность трансформации в каждой из сюжетных арок. Сначала команда меняется, отражая тот факт, что она стала сильнее и получила новый предмет для превращения, на «Moon Crystal Power» и позже «Moon Cosmic Power». Чтобы превратиться в Супер Сейлор Мун, ей нужно быть уже в форме воина и использовать дополнительный предмет (называемый Holy Chalice/Rainbow Moon Cálice) также как и команду «Crisis, make-up!», но в аниме это со временем подрывает её силы. В четвёртой сюжетной арке она получает возможность превращаться сразу в Супер Сейлор Мун с помощью Moon Crisis, и в пятой сюжетной арке становится Вечной Сейлор Мун с помощью Silver Moon Crystal Power в манге или Moon Eternal в аниме (и один раз в манге).
Большая часть заставок трансформации её в Сейлор Мун включают использование сияющих красных или розовых лент, появляющихся из её броши и создающих её униформу. Перья и крылья также фигурируют в некоторых последовательностях, особенно при превращении в Вечную Сейлор Мун. Когда она детрансформируется, ленты исчезают и возвращаются назад в её брошь. Обычно одежда, в которой она была до трансформации, возвращается, но если её детрансформация была вынужденной, она может остаться обнажённой со множеством лент вокруг её тела. У неё также есть ручка трансформации, которая позволяет надеть костюм любого человека, произнеся «Moon Power!» Она часто используется в первой сюжетной арке, но потом лишь упоминается мельком в третьей.
Как главная героиня и лидер команды Сейлор Мун обладает особыми силами. Их список включает в себя Sailor Moon Kick и Sailor Body Attack, также как при возможности использует заколки для атаки. В самой первой её битве она плачет в ужасе и красные заколки в её оданго могут создавать звуковые волны, нанося повреждения врагу. Они также могут быть использованы, чтобы слышать удалённые звуки, хотя это редко используется.
В большинстве своих атак она использует магию. Во всех версиях метасерии она может снимать свою диадему и превращать её в метательное оружие, становящееся первой выученной ею атакой. В аниме она демонстрирует способность контролировать направление полёта диадемы, и однажды она увеличивает его в размерах и окружает ей врагов, обездвиживая. В манге усиление тиары позволяет ей атаковать Moon Twilight Flash, тогда как в телесериале эта атака требует предмет, называемый Лунной палочкой и она является её основной атакой, хотя временами она использует цепочные атаки без названия. В манге и аниме она использует Лунную палочку только для Moon Healing Escalation, чтобы возвращать превращённых в демонов людей назад в их нормальное состояние; Луна говорит в аниме, что этот предмет принадлежит лидеру воинов. В дораме она может лечить людей без всяких заклинаний.
Жезл создан в манге из любви принцессы Серенити и принца Эндимиона, а в аниме он был вручён Сейлор Мун королевой Серенити. Монстры кричат: «Cleansing!». В манге она использует его однажды вместе с Малышкой. Атака Moon Gorgeous Meditation использует Moon Kaleidoscope, который в манге был куплен Мамору и улучшен Пегасом, в аниме он достался прямо от Пегаса. В манге и фильме SuperS это двойная атака с Сейлор Малышкой. Монстр кричит: «Stage out!»'.
Некоторые атаки случаются лишь раз в критических ситуациях; часто постоянно используемые в аниме силы в манге мелькали лишь раз. В аниме Сейлор Мун использует команду для превращения в битве против короля Металии и позже, обращая сестёр Аякаси в обычных женщин. Она произносит Moon Cosmic Power, когда сражается с Фараоном 90.
Временно Сейлор Мун может получить силы от других воинов, как демонстрируется в кульминации «Sailor Moon R movie» и несколько раз в аниме. Также она часто атакует вместе со своей будущей дочерью, Сейлор Малышкой, и, в критичные моменты, может получить силы и от кого-то другого, например, Луны, королевы Серенити, самой себя из будущего, Мамору, Чиби-Чиби.
Самым важным же предметом в арсенале Сейлор Мун является Серебряный кристалл, являющийся «священным камнем» Серебряного Тысячелетия..

## Разработка персонажа
Изначально все пять героинь «Сейлор Мун» имели сильно различающиеся костюмы. Но в итоге было решено, что их костюмы будут основаны на одной теме. Концепция костюма Сейлор Мун была ближе всех к итоговой. Изначально в нём были небольшие отличия, например другие цвета, и ленты вокруг перчаток и сапог. Также она носила маску, которая исчезла в манге после нескольких первых глав. Эти детали костюма Сейлор Мун есть в ранних набросках, вместе с пистолетом и плащом.
Причёска Усаги связана с «хорошей приметой» художницы; в колледже Такэути делала себе причёску оданго перед сложными экзаменами или занятиями. В первых набросках волосы Сейлор Мун были розовыми. В середине разработки Такэути планировала сделать персонажа блондинкой в обычном виде, а при превращении в воина цвет волос менялся бы на серебряный, но её редактор сказал, что серебряные волосы будут смотреться слишком бледно на обложке.
Из всех персонажей характер Усаги наиболее схож с характером самой Такэути на момент создания «Сейлор Мун».
Определённые детали характера Усаги выбраны символично — например, её астрологический знак, Рак, относящийся в астрологии к Луне. В отношении популярного японского верования, её группа крови даётся как O, означая дружелюбие, оптимизм и беззаботность.
Кандзи фамилии Усаги переводятся как «луна» (яп. 月 цуки) и «поле» (яп. 野 но). Её имя записано на хирагане  (яп. うさぎ усаги) и его значение неочевидно, но само слово означает «кролик», что часто обыгрывается в серии, даже в её причёске и на её вещах. Полностью её имя построено как игра слов, так как слог «но» определяет притяжательный падеж в японском языке, так что её имя также звучит, как и «Лунный заяц». В японском фольклоре есть упоминания о кролике, которого можно увидеть на лице Луны. При переводе на другие языки во многих случаях использовалось имя Банни (англ. bunny — кролик), чтобы отразить эту игру слов. В том числе компанией 2х2 для первых 3-х сезонов аниме. «Усаги» не является распространённым именем в Японии.

## Популярность
Шейла Роуз Браунинг описывает Сейлор Мун как «одного из самых популярных и известных персонажей манги в Японии». В октябре 2009 года Сейлор Мун заняла 9 место в рейтинге «25 лучших аниме-персонажей всех времён» сайта IGN.com.
- Образ Сейлор Мун был не раз использован и в произведениях других авторов. Например, пародией на Сейлор Мун является героиня «Рубаки» Амелия Вил Тесла Сейрун[52], часто повторяющая позы и слова воина в матроске.
- В юмористической повести Андрея Белянина «Сестрёнка из преисподней» племянница главного героя воображает себя Сейлор Мун и отправляется «бороться за добро и справедливость».
- В «Футураме» Лила упомянула Эми как саму Сейлор Мун[источник не указан 1813 дней].
- Эльфин, бакуган Акваса из «Бакуган: Новая Вестроя», сильно смахивает на Сейлор Мун.
- Российская фигуристка Евгения Медведева воплощала образ Сейлор Мун в одной из своих показательных программ[53][54].
- В мультсериале «Звёздная принцесса против сил зла» присутствует персонаж по имени Мина Лавберри, которая похожа на Сейлор Мун. Создательница мультсериала Дэрон Нефси сказала, что изначально создала Стар как девочку, которая хотела быть девочкой-волшебницей, подобной Сейлор Мун[источник не указан 1813 дней].
- В мае 2020 года в Твиттере получил распространение вирусный тренд по переделке изображения Усаги Цукино, получивший название #sailormoonredraw, в котором принимали участие как профессиональные художники, так и любители[55].

## Актрисы
В аниме Усаги озвучивала Котоно Мицуиси, использовавшая более высокий голос, чем обычно. При записи первых серий Мицуиси приходилось морально готовить себя к роли Усаги. Пока Мицуиси вырезали аппендикс, на съёмках в 44-50 сериях вместо неё озвучивала персонажа Каэ Араки. В новой версии аниме, Sailor Moon Crystal, Котоно Мицуиси вернулась к озвучиванию Усаги, став единственной в составе сэйю, кто участвовал и в первой, и во второй аниме-экранизации манги.
В мюзиклах роль Усаги исполняли шестеро актрис: Андза Ояма, Фумина Хара, Миюки Канбэ, Марина Куроки, Окубо Сатоми и Номото Хотару. Мюзиклы часто делятся на «стадии» в зависимости от того, какая актриса исполняет роль Сейлор Мун.
В «Pretty Guardian Sailor Moon» роль Усаги исполняет Мию Саваи, также играющую роль и королевы Серенити в Special Act.